# Leah Jeffries
Leah Sava Jeffries (Detroit, Míchigan, 25 de septiembre de 2009) es una actriz y modelo estadounidense. Jeffries hizo su debut actoral en el drama musical estadounidense Empire (2015), y luego hizo su debut cinematográfico en el thriller de acción Beast (2022). En 2022, Jeffries fue elegida para interpretar a Annabeth Chase en la adaptación televisiva de la serie de novelas de fantasía de Rick Riordan, Percy Jackson y los dioses del Olimpo.

## Biografía
Jeffries nació en Detroit, hija de Leah Jeffries y Floyd S Jeffries Jr. Tiene un hermano mayor, Floyd Jeffries, que también es actor y modelo. Asistió a la escuela en el Distrito Escolar Comunitario de Novi.

## Carrera
Antes de su debut como actriz, Jeffries trabajó como modelo de productos infantiles para Carol's Daughter. El debut actoral de Jeffries fue a los 5 años como Lola Lyon en la serie de televisión Empire.
El 5 de mayo de 2022, Jeffries fue anunciada como Annabeth Chase en Percy Jackson y los Dioses del Olimpo. Inmediatamente después del anuncio del casting, Jeffries recibió críticas y acoso de muchas personas en línea por ser afroamericana, mientras que su personaje, Annabeth Chase, era de raza blanca/aria en la serie de libros en la que se basó el programa. El 10 de mayo, el autor de los libros, Rick Riordan, publicó un mensaje en su blog en el que criticó y condenó la reacción de esas personas en contra de Jeffries, y reafirmó su apoyo hacia ella. Alexandra Daddario, la actriz que interpretó a Annabeth en las dos adaptaciones cinematográficas, también mostró su apoyo a Jeffries en línea. Los miembros de la base de fans que apoyaron la elección de Jeffries mostraron su apoyo en línea con el hashtag #LeahIsOurAnnabeth.
En agosto de 2022, se estrenó la película Beast, en la que Jeffries interpretó a Norah Samuels. Más tarde, en ese mismo año, se estrenó Something from Tiffany's, en la que Jeffries interpretó a Daisy Greene.

## Filmografía

### Películas
| Año  | Título                   | Papel         | Notes                  | Ref.   |
| ---- | ------------------------ | ------------- | ---------------------- | ------ |
| 2018 | Faith Under Fire         | Fiona         | Película de televisión |        |
| 2019 | PawParazzi               | Monique       |                        |        |
| 2022 | Beast                    | Norah Samuels |                        | [ 7 ]  |
| 2022 | Something from Tiffany's | Daisy Greene  |                        | [ 10 ] |

### Televisión
| Año           | Título                                | Papel          | Notas                         | Ref.   |
| ------------- | ------------------------------------- | -------------- | ----------------------------- | ------ |
| 2015-2016     | Empire                                | Lola Lyon      | Papel recurrente; 6 episodios | [ 6 ]  |
| 2018-2019     | Rel                                   | Brandi         | 11 episodios                  | [ 7 ]  |
| 2023-presente | Percy Jackson y los dioses del Olimpo | Annabeth Chase | Papel principal               | [ 12 ] |

## Premios y nominaciones
| Año  | Premios               | Categoría                                                                               | Trabajo                               | Resultado | Ref.   |
| ---- | --------------------- | --------------------------------------------------------------------------------------- | ------------------------------------- | --------- | ------ |
| 2024 | NAACP Image Awards    | Actuación destacada de un joven (serie, especial, película para televisión o miniserie) | Percy Jackson y los dioses del Olimpo | Ganadora  | [ 13 ] |
| 2024 | Séries em Cena Awards | Mejor Actriz en Serie Internacional                                                     | Percy Jackson y los dioses del Olimpo | Nominada  | [ 14 ] |
| 2024 | BET Awards            | Premio BET YoungStars                                                                   | Percy Jackson y los dioses del Olimpo | Nominada  | [ 15 ] |